# SJ Norge
SJ Norge AS är ett norskt dotterbolag till svenska SJ AB som från 8 juni 2020 kör persontåg på Dovrebanen, Meråkerbanen, Nordlandsbanen, Raumabanen och Rørosbanen samt lokaltåg på Saltenbanen (Bodø–Rognan) och Trønderbanen i Trøndelag på uppdrag av Jernbanedirektoratet som ansvarar för offentligt köp av persontrafik på järnväg i Norge.  Trafiken körs under varumärket Nord.

## Sträckningar
SJ Norge tog den 8 juni 2020 över följande sju sträckningar från Vy: 
- 21 Oslo S – Oslo lufthavn – Dombås – Oppdal – Trondheim S (Dovrebanen)
- 22 (Oslo S) – Lillehammer – Dombås – Åndalsnes (Raumabanen)
- 25 (Oslo S) – Hamar – Røros – Trondheim S (Rørosbanen)
- 26 Steinkjer – Verdal – Levanger – Stjørdal – Trondheim S – Heimdal – Støren med sidolinje till Lerkendal (Trønderbanen)
- 71 Trondheim S – Mosjøen – Mo i Rana – Bodø (Nordlandsbanen)
- 71 Bodø – Fauske – Rognan (Saltenbanen)
- 72 Heimdal – Trondheim S – Storlien (Meråkerbanen)

## Historia
Företaget bildades 2016. Den 17 juni 2019 blev företaget tilldelat anbudskontrakten på Trafikkpakke 2: Nord, som omfattar de sju nordliga persontågssträckningarna i Norge. Kontraktet är på upp till 10,5 år. och i början av juli 2019 blev det känt att trafiken ska marknadsföras under namnet "Nord". SJ Norge har slutit avtal med Elite Service Partner om städning, med Mantena om tekniskt underhåll och med Nobina Norge om ersättningstrafik med buss.

## Fordon
Från trafikstarten den 8 juni 2020 hyr SJ Norge följande fordonstyper av fordonsägaren Norske tog.
| Typ    | Fordonstyp                         | Sträckningar                                     | Antal | Individnummer                                                                                         | Tillverkat             | Bild |
| ------ | ---------------------------------- | ------------------------------------------------ | ----- | --- | ---------------------- | ---- |
| 73     | Elmotorvagnssätt                   | Dovrebanen                                       | 4     | 03, 06, 07, 09                                                                                        | ADtranz (1999–2000)    |      |
| 92     | Dieselmotorvagnssätt               | Meråkerbanen Rørosbanen Trønderbanen             | 13    | 01–06, 08-13, 15                                                                                      | Duewag (1984–1985)     |      |
| 93     | Dieselmotorvagnssätt               | Nordlandsbanen Raumabanen Rørosbanen Saltenbanen | 13    | 03–15                                                                                                 | Bombardier (2000–2002) |      |
| El 18  | Ellok                              | Dovrebanen                                       | 4     | 2143–2146                                                                                             | ADtranz, SLM (1996)    |      |
| Di 4   | Dieselelektriskt lok               | Nordlandsbanen                                   | 4     | 651, 653–655                                                                                          | Henschel (1981)        |      |
| A5-1   | Sittvagn, premium                  | Dovrebanen Nordlandsbanen                        | 5     | 26014, 26053, 26057, 26059, 26062                                                                     | Strømmen (1977–1981)   |      |
| B5-3   | Sittvagn, standard                 | Dovrebanen Nordlandsbanen                        | 18    | 26004–26007, 26009, 26012, 26016, 26018, 26020, 26022, 26024, 26034, 26037, 26039, 26041, 26048–26050 | Strømmen (1977–1981)   |      |
| B5-5   | Sittvagn, djur tillåtet            | Dovrebanen Nordlandsbanen                        | 6     | 26011, 26015, 26017, 26026, 26033, 26040                                                              | Strømmen (1977–1981)   |      |
| BC5-3  | Sittvagn, lekrum och handikapplats | Dovrebanen Nordlandsbanen                        | 6     | 26008, 26025, 26036, 26044–26046                                                                      | Strømmen (1977–1981)   |      |
| FR5-1  | Kafé- och konduktörsvagn           | Dovrebanen Nordlandsbanen                        | 6     | 21719, 21722, 21724–21727                                                                             | Strømmen (1977–1981)   |      |
| WLAB-2 | Sovvagn                            | Dovrebanen Nordlandsbanen                        | 10    | 21083, 21085–21090, 21092, 21094, 21097                                                               | Strømmen (1986–1987)   |      |